# Salašiská
Salašiská (1132 m n. m.) je rozložitá stolová hora v západní části Slovenského rudohoří, v celku Stolické vrchy a podcelku Tŕstie, asi 4 km VJV od města Tisovec.
Západní strana vrcholové část je tvořena náhorní plošinou se zachovaným vrchovištěm, které je od roku 1980 zařazeno mezi chráněné maloplošné území Národního parku Muránska planina pod názvem Přírodní rezervace Tŕstie. 

## Přístup
Nejjednodušší přístup vede z Tisovce po žluté značce na rozcestí Tŕstie (asi 5,5 km). Odtud necelý kilometr po červené značce, která obchází vrcholovou plošinu od severozápadu. Samotný vrchol se nachází asi 200 metrů od značené cesty, za hranicí národního parku i přírodní rezervace, a je proto přístupný bez omezení.